# Boulder (Montana)
Boulder és una població dels Estats Units a l'estat de Montana. Segons el cens del 2000 tenia 1.300 habitants.

## Demografia
Segons el cens del 2000, Boulder tenia 1.300 habitants, 508 habitatges, i 316 famílies. La densitat de població era de 440,3 habitants per km².
Dels 508 habitatges en un 32,7% hi vivien nens de menys de 18 anys, en un 48,6% hi vivien parelles casades, en un 10,4% dones solteres, i en un 37,6% no eren unitats familiars. En el 34,8% dels habitatges hi vivien persones soles el 12,8% de les quals corresponia a persones de 65 anys o més que vivien soles. El nombre mitjà de persones vivint en cada habitatge era de 2,34 i el nombre mitjà de persones que vivien en cada família era de 3,04.
Per edats la població es repartia de la següent manera: un 25,7% tenia menys de 18 anys, un 7,3% entre 18 i 24, un 30,8% entre 25 i 44, un 25,7% de 45 a 60 i un 10,5% 65 anys o més.
L'edat mediana era de 38 anys. Per cada 100 dones de 18 o més anys hi havia 102,5 homes.
La renda mediana per habitatge era de 29.276$ i la renda mediana per família de 37.411$. Els homes tenien una renda mediana de 26.985$ mentre que les dones 22.500$. La renda per capita de la població era de 14.657$. Aproximadament el 10,7% de les famílies i el 15,6% de la població estaven per davall del llindar de pobresa.

## Poblacions més properes
El següent diagrama mostra les poblacions més properes.